# Riddler Mindbender
Riddler Mindbender in Six Flags Over Georgia (Austell, Georgia, USA) ist eine Stahlachterbahn des Herstellers Schwarzkopf GmbH, die am 31. März 1978 als Mind Bender eröffnet wurde. Unter diesem Namen fuhr sie bis 2019.
Die 991,5 m lange Strecke, die an das Gelände angepasst ist, erreicht eine Höhe von 24,4 m und besitzt zwei 17,1 m hohe Loopings, eine Helix und einen Tunnel. Die Höchstgeschwindigkeit beträgt 80,5 km/h.

## Fotos

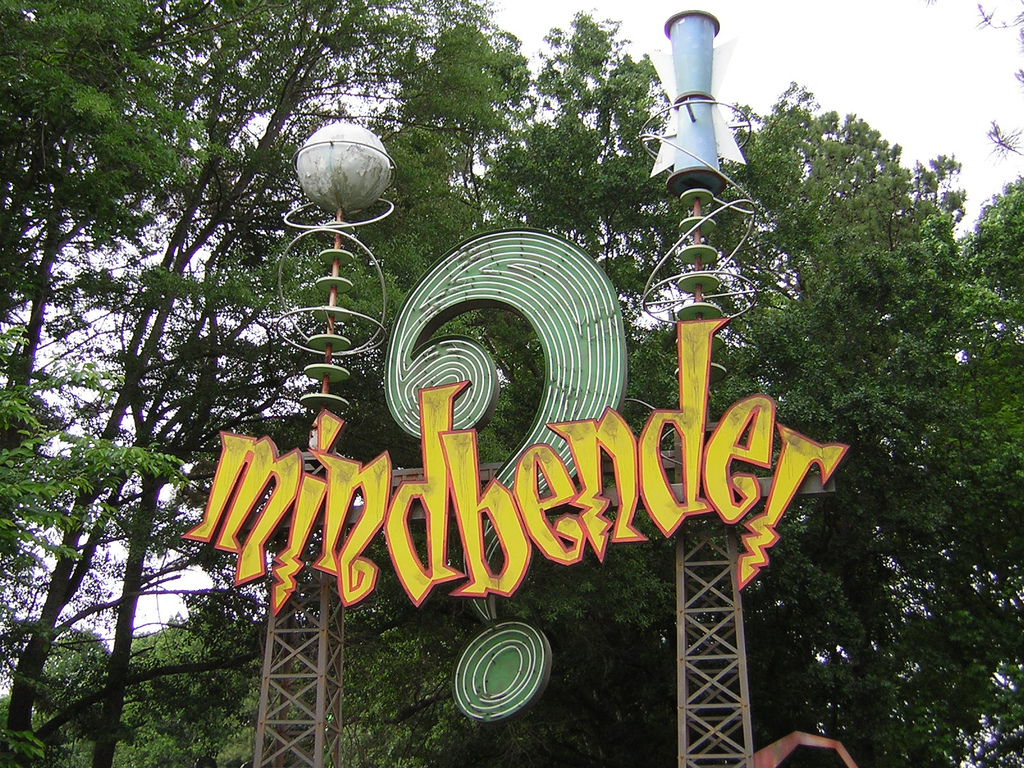
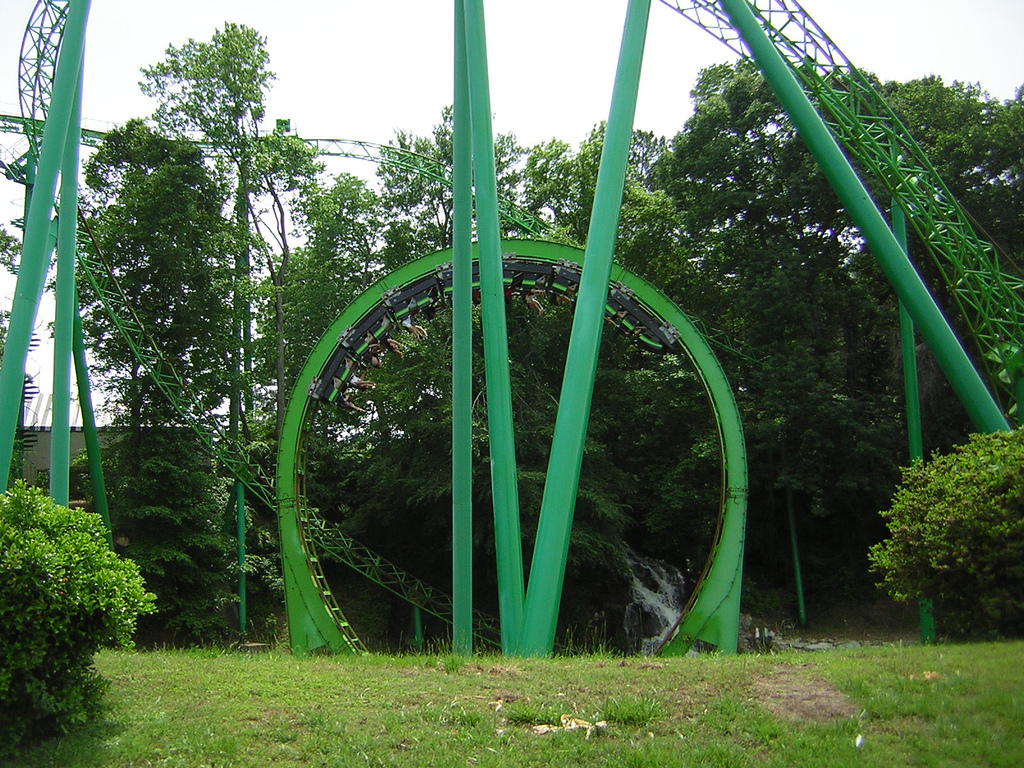
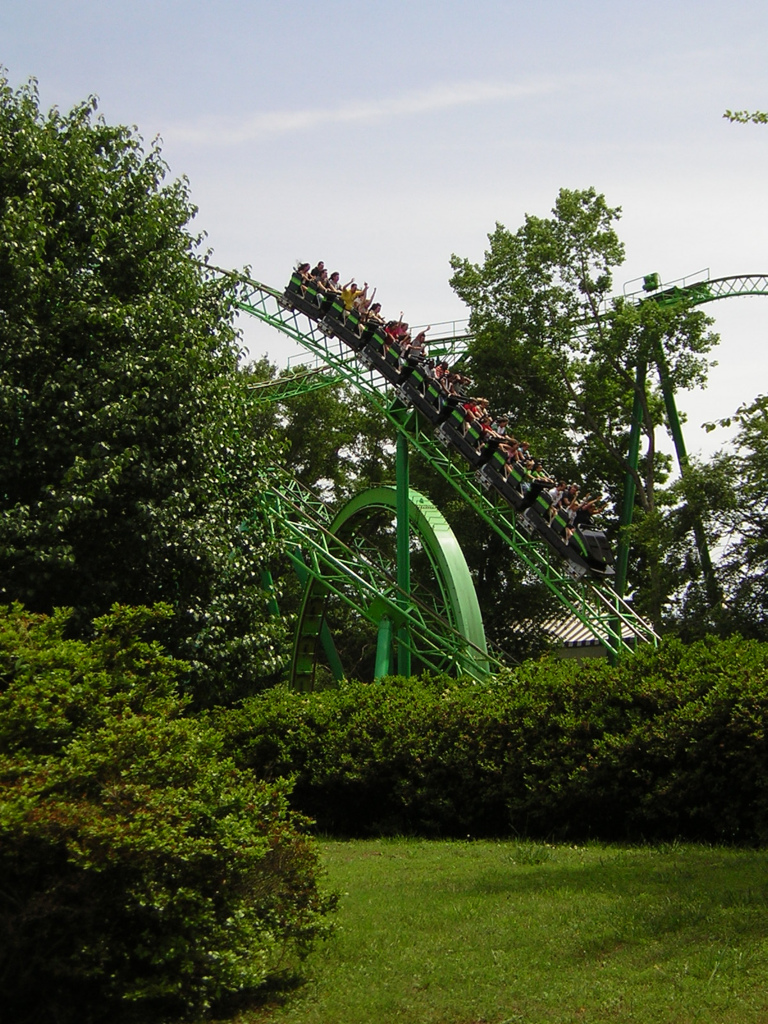
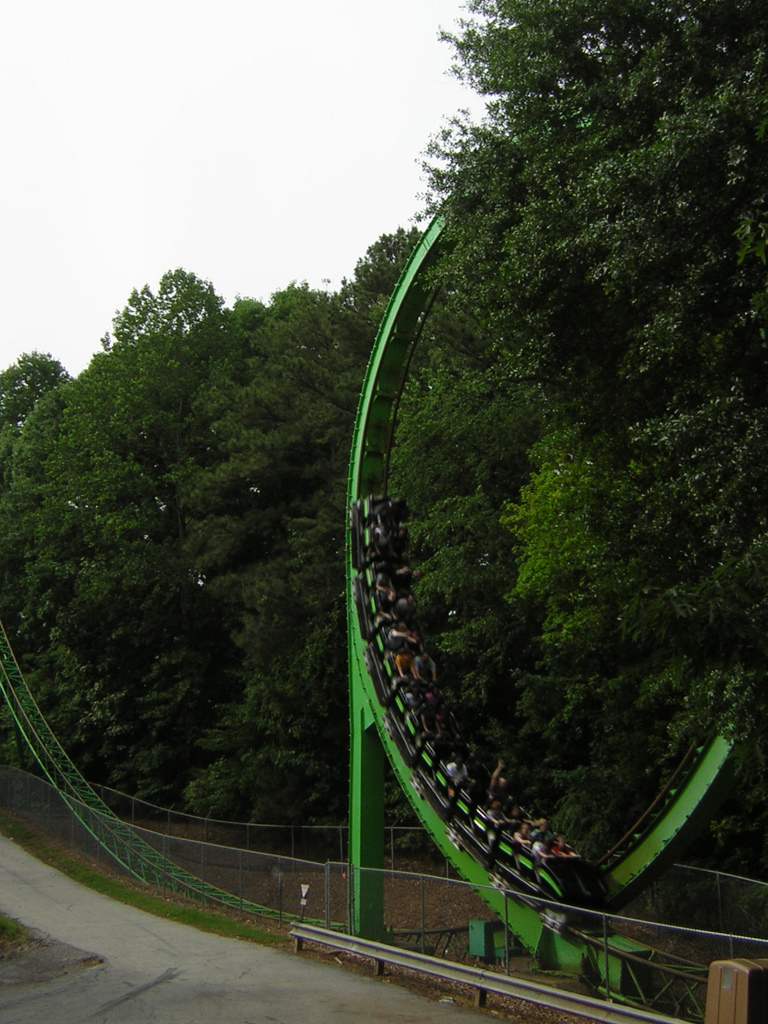

## Züge
Riddler Mindbender besitzt zwei Züge mit jeweils sieben Wagen. In jedem Wagen können vier Personen (zwei Reihen à zwei Personen) Platz nehmen. Die Fahrgäste müssen mindestens 1,07 m groß sein, um mitfahren zu dürfen. Als Rückhaltesystem kommen individuell einrastende Schoßbügel zum Einsatz.